# Deparia confluens
Deparia confluens är en majbräkenväxtart som först beskrevs av Kze., och fick sitt nu gällande namn av Masahiro Kato. Deparia confluens ingår i släktet Deparia och familjen Athyriaceae. Inga underarter finns listade.